# 1958 w sztukach plastycznych
Wydarzenia w sztukach plastycznych i wizualnych w 1958 roku.

## Malarstwo
- Jean Dubuffet

Wizerunek skalno-owocowy
- Sam Francis

Shining Back – olej na płótnie, 202x134,6 cm
- Philip Guston

Powrót
- Edward Hopper

Słońce w kawiarni – olej na płótnie
- Tadeusz Kantor

Kompozycja VII – olej na płótnie, 94x101 cm, w kolekcji Muzeum Narodowego w Krakowie

## Grafika
- Maurits Cornelis Escher

Powierzchnia kuli z rybami – drzeworyt langowy
Ścieżka życia II – drzeworyt langowy
Granica koła I – drzeworyt langowy
Sferyczne spirale – drzeworyt langowy
Belweder – litografia

## Rzeźba
- Alina Szapocznikow

Kwiato-owoc (1957-1958)
Maria Magdalena (1957-1958
Owoc (1957-1958)
Pietà (1957-1958)
Balet
Macierzyństwo (Wisząca)
Polska
Projekt Pomnika w Oświęcimiu
Ręce. Szkic do projektu Pomnika w Oświęcimiu

## Nagrody
- World Press Photo – nie przyznano

## Urodzeni
- 10 marca - Wojtek Łuka, polski malarz, grafik i rysownik
- 24 października – Alenka Sottler, słoweńska ilustratorka i malarka
- 16 grudnia – Mirosław Bałka, polski rzeźbiarz
- Luc Tuymans – belgijski malarz
- Waldemar Wojciechowski, polski  malarz, rysownik, twórca instalacji

## Zmarli
- 20 maja – Warwara Stiepanowa (ur. 1894), rosyjska malarka, awangardowa projektantka ubioru i tkanin, graficzka oraz scenografka
- 25 czerwca – Anna Gramatyka-Ostrowska (ur. 1882), polska malarka i graficzka